# Ceratolimon feei
Ceratolimon feei är en triftväxtart som först beskrevs av Frédéric de Girard, och fick sitt nu gällande namn av Manuel Benito Crespo och Lledó. Ceratolimon feei ingår i släktet Ceratolimon och familjen triftväxter. Inga underarter finns listade i Catalogue of Life.